# Navigation au clavier
La navigation au clavier est un type d'interface homme-machine permettant de parcourir des documents (textes ou autres) avec l'aide d'un clavier, sans l'usage de la souris. On parle aussi d'interface en ligne de commande ou Interpréteur de commandes dans un environnement graphique.
Une commande au clavier est une combinaison de touches qui, une fois enfoncée, permet d'exécuter un programme ou une fonction d'un programme et ainsi de naviguer dans un document. La combinaison est reconnue par le terminal et ne nécessite pas d'acquittement par la touche Entrée : elle se comporte comme une séquence d'échappement. Ce type de navigation est couramment utilisé avec les environnements graphiques mwm ou twm, ainsi que dans des éditeurs de texte tels Emacs ou Vim mais aussi dans des navigateurs web tel que Microsoft Internet Explorer, ou bien Firefox avec le plugin Vimperator. C'est une alternative ou un complément à la navigation à l'aide de la souris. Son but est de rendre la navigation plus efficace, et d'éviter les problèmes d'ergonomie liés à l'utilisation des périphériques de pointage. Un raccourci clavier est une séquence de touches ayant une action particulière (page suivante, sous-menu, ...).

## Exemples
- Les flèches peuvent par exemple déplacer le curseur (interface) de texte à l'écran.
- "F1" est communément utilisé pour obtenir l'aide. En tapant ":help" avec Vimperator vous obtiendrez aussi l'aide du logiciel.

## Liens
- documentation de Vimperator